# Petrarca Rugby 2004-2005

## Super 10 2004-05

### Stagione regolare
| Incontro                   | Andata | Ritorno |
| -------------------------- | ------ | ------- |
| Petrarca — GRAN Parma      | 27-29  | 11-16   |
| Viadana — Petrarca         | 42-8   | 17-39   |
| Petrarca — L’Aquila        | 19-18  | 41-27   |
| Leonessa — Petrarca        | 34-34  | 14-16   |
| Petrarca — Parma           | 52-12  | 17-37   |
| Benetton — Petrarca        | 64-13  | 34-26   |
| Petrarca — Amatori Catania | 33-42  | 20-35   |
| Petrarca — Rovigo          | 20-22  | 20-20   |
| Calvisano — Petrarca       | 45-22  | 18-22   |

#### Risultati della stagione regolare
| Posizione | G  | V | N | P  | PF  | PS  | DP  | B | Pt |
| --------- | -- | - | - | -- | --- | --- | --- | - | -- |
| 7ª        | 18 | 6 | 1 | 11 | 437 | 526 | -89 | 8 | 34 |

### Spareggio per l'European Challenge Cup 2005-06
| Incontro            | Risultato |
| ------------------- | --------- |
| L’Aquila — Petrarca | 22-17     |

## Coppa Italia 2004-05

### Prima fase
| Incontro                   | Risultato |
| -------------------------- | --------- |
| Petrarca — Amatori Catania | n.d.      |
| Petrarca — GRAN Parma      | 20-36     |
| Viadana — Petrarca         | 61-36     |
| Calvisano — Petrarca       | 49-33     |

#### Risultati della prima fase
| Posizione | G | V | N | P | PF | PS  | DP  | B | Pt |
| --------- | - | - | - | - | -- | --- | --- | - | -- |
| 5ª        | 3 | 0 | 0 | 3 | 89 | 146 | -57 | 2 | 2  |

## European Challenge Cup 2004-05

### Turno preliminare
| Incontro           | Andata | Ritorno |
| ------------------ | ------ | ------- |
| Petrarca — Béziers | 24-57  | 18-69   |

## European Shield 2004-05

### Ottavi di finale
| Incontro             | Andata | Ritorno |
| -------------------- | ------ | ------- |
| Petrarca — Bera Bera | 35-7   | 36-17   |

### Quarti di finale
| Incontro               | Andata | Ritorno |
| ---------------------- | ------ | ------- |
| Leeds Tykes — Petrarca | 29-13  | 57-9    |